# مقالة مراجعة
المقالة المراجِعة (بالإنجليزية: Review article)‏ هي نوع من المقالات المنشورة التي تعمل على تلخيص مستوى التقدم الجاري لمجال معين. تحلل المقالات المراجعة في الدوريات العلمية والأكاديمية المنشورات السابقة دون أن تقدم تقريراً عن نتائج تجريبية جديدة.
تعمل المقالة المراجعة على تحري وتقصي المعلومات والأبحاث الحديثة عن موضوع معين، وتسمى الدوريات الأكاديمية المتخصصة بنشر المراجعات بالدوريات المراجعة. يستفيد القراء بذلك من تلخيص الخبراء وتوضيحهم وتقييمهم للدراسات من حيث المصداقية وقابلية التطبيق.

## اقرأ أيضًا
- دورية أكاديمية